# Politique étrangère
Politique étrangère es la revista francesa más antigua dedicada al análisis de las relaciones internacionales. Fue creada por el Centro de Estudios de Política Extranjera en 1936. El Instituto Francés de Relaciones Internacionales (Ifri) la retomó y la publicó desde el año 1979.
Abierta a los debates internacionales, es la primera publicación en emitir análisis franceses en el extranjero. 
Gran parte de la revista se dedica a la actualidad de las publicaciones francesas y extranjeras tratando de relaciones internacionales. 
Entre los autores que escribieron para la revista, destacan Raymond Aron, André Beaufre, Jacques Berque, Henry Kissinger, Claude Lévi-Strauss, Louis Massignon, e incluso Jean-Paul Sartre.

## Redacción
- Director de la publicación: Thierry de Montbrial
- Redactor en jefe: Dominique David
- Redactor adjunto: Marc Hecker
- Comité de redacción: Denis Bauchard, Bernard Cazes, Etienne de Durand, Thomas Gomart, Jolyon Howorth, Ethan Kapstein, Jean Klein, Jacques Mistral, Khadija Mohsen-Finan, Dominique Moïsi, Philippe Moreau Defarges, Eliane Mossé, Françoise Nicolas, Valérie Niquet, Hans Stark
- Comité científico: Thierry de Montbrial, Hélène Carrère d’Encausse, Jean-Claude Casanova, Dominique Chevallier, Gérard Conac, Jean-Luc Domenach, Jean-Marie Guéhenno, François Heisbourg, Jacques Lesourne, Jean-Pierre Rioux, Pierre Rosanvallon, Olivier Roy, Jacques Rupnik, Georges-Henri Soutou, Maurice Vaïsse, Alain Vernay